# 和食站
和食站（日语：／ Wajiki eki */?）是位於高知縣安藝郡藝西村，屬土佐黑潮鐵道後免·奈半利線的車站。車站編號為GN31。車站北邊與國道55號並行。也因與海岸線並列，於車站南邊可以看見太平洋。
此條目同時記載了曾經設置於現站的位置，於1974年4月1日廢止的土佐電氣鐵道安藝線同名車站。

## 車站構造
車站位於大字內的小山丘上，由於地勢的問題，縱然自後免站起，本路線一直都是採取高架橋的方式興建，但本站的主體部份及部份向安藝方向的路段，卻只是在地面上加建了水泥基座，月台也是從水泥基座上搭建而成，概念上與路堤相同，即使月台仍然需要由樓梯接駁，但仍符合歸類為地面車站的原則。
同時，為保留原來貫通車站南、北兩端的道路，本站在水泥基座間加入了兩組預製式水泥隧道。
本站採用簡易車站模式運作，不設有站房，在車站北邊設有一個細小的站前廣場，設置有刁車站吉祥物的雕像、一列有蓋單車停泊場、投幣式電話亭、村營巴士站及月租車位，另外靠近月台方另建有一座以木板搭旳洗手間及儲物室。

### 月台
設有2面2線的側式月台，月台長約45米，有效長度為2輛。靠向海的為1號月台，是上下行主本線，地勢也較低；2號月台是上下行副本線和一線通過結構，位於較高地勢。雖有主副線道之分，不過現時所有列車均依從左側進站的方式。
兩個月台均有各自的出入口和樓梯，並由水泥通道貫通兩邊，亦因為地形問題，2號月台的樓梯只有一層高，但1號月台的樓梯則為須轉彎的兩層結構。另外，在1號月台樓梯口的牆上裝設了指示下班列車停靠月台的告示板。另外，各月台也各建有一座長約10米、兼備有趟門的候車室及開放型候車亭的候車空間。
| 月台 | 路線           | 上下行 | 方向             |
| ---- | -------------- | ------ | ---------------- |
| 1    | ■後免·奈半利線 | 下行   | 後免、高知方向   |
| 2    | ■後免·奈半利線 | 上行   | 安藝、奈半利方向 |

### 吉祥物
此站有一隻名為「和食 河童君」的吉祥物。形象取自村內和食川流傳了河童傳説。

## 歷史
- 2002年7月1日：車站啟用[2][3]。

## 使用人數
根據國土交通省「國土數值情報」，撇除與JR四國共用的車站，本站為土佐黑潮鐵道單獨營運車站中使用量排名第7，以下為1日平均上下車人次：
| 乘降人員推算 | 乘降人員推算     |
| 年度         | 1日平均 乘降人次 |
| ------------ | ---------------- |
| 2011         | 223              |
| 2012         | 221              |
| 2013         | 211              |
| 2014         | 197              |
| 2015         | 195              |
| 2016         | 201              |
| 2017         | 201              |
| 2018         | 201              |
| 2019         | 182              |
| 2020         | 166              |
| 2021         | 183              |
| 2022         | 202              |

## 原土佐電氣鐵道和食站
過往安藝線在此亦曾設有車站，為地面車站，設有站房，當時由從土佐電鐵退休的員工負責車站業務，是全線中唯一的委託車站，1974年4月1日以增加平行巴士路線班次為由而取消本線。

### 歷史
- 1930年4月1日後：高知鐵道車站啟用。
- 1974年4月1日：隨著安藝線廢止，此站也廢止。

### 相鄰車站
土佐電氣鐵道
安藝線
西分－和食－赤野

## 相鄰車站
土佐黑潮鐵道
■後免·伊半利線
■快速A
夜須（GN33）－和食（GN31）－球場前（GN28）
■快速B（只限晨早下行單向）、■普通
西分（GN32）－和食（GN31）－赤野（GN30）

## 外部連結
- 土佐黑潮鐵道和食站
- GotoGotoWeb和食站介紹 （页面存档备份，存于）（日語） - 後免·伊半利線活性化協議會